# ديسكوغرافيا إمينم
إمينم، مغني راب أمريكي، أصدر ثمانية ألبومات إستيديو، ثمانية ألبومات تجميع، أغنية مطولة واحدة، 45 أغنية منفردة، خمسة ألبومات مصورة وموسيقى تصويرية واحدة.

## الألبومات

### ألبومات إستيديو
| السنة | تفاصيل الألبوم | المبيعات                                           |
| ----- | --- | -------------------------------------------------- |
| 1996  | إنفينت (بالإنجليزية: Infinite) - تاريخ الإصدار: 12 نوفمبر 1996 - إنتاج: أفترماث للتسلية، إنترسكوب ريكوردز، Web (90287) - الشكل: سي دي، كاسيت، تحميل الموسيقى               |                                                    |
| 1999  | ذا سليم شيدي ل ب (بالإنجليزية: The Slim Shady LP) - تاريخ الإصدار: 23 فبراير 1999 - إنتاج: Aftermath,Interscope - الشكل: سي دي، كاسيت، تحميل الموسيقى                      |                                                    |
| 2000  | ذا مارشال ماثرس ل ب (بالإنجليزية: The Marshall Mathers LP) - تاريخ الإصدار: 23 مايو 2000 - إنتاج: Aftermath, Interscope - الشكل: سي دي، كاسيت، تحميل الموسيقى، إل بي ألبوم | - الولايات المتحدة: 10200000 - العالم: 19000000 +  |
| 2002  | ذا إمينم شو (بالإنجليزية: The Eminem Show) - تاريخ الإصدار: 28 مايو 2002 - إنتاج: Aftermath، Interscope، Shady - الشكل: سي دي، كاسيت، تحميل الموسيقى، إل بي ألبوم          | - الولايات المتحدة: 9800000 - العالم: 19000000 +   |
| 2004  | إنكور (بالإنجليزية: Encore) - تاريخ الإصدار: 12 نوفمبر 2004 - إنتاج:Aftermath, Interscope - الشكل:سي دي، كاسيت، تحميل الموسيقى، إل بي ألبوم                                | - الولايات المتحدة: 5,100,000 - العالم: 11000000 + |
| 2009  | ريلابس (بالإنجليزية: Relapse) - تاريخ الإصدار: 15 مايو 2009 - إنتاج: Aftermath, Interscope - الشكل: سي دي، تحميل الموسيقى، إل بي ألبوم                                     |                                                    |
| 2010  | ريكوفاري (بالإنجليزية: Recovery) - تاريخ الإصدار: 18 يونيو 2010 - إنتاج: Aftermath, Interscope, Shady - الشكل: سي دي، تحميل الموسيقى، إل بي ألبوم                          | - الولايات المتحدة: 2,420,000 - CAN: 277,000       |

- كاميكازي *تاريخ الإصدار 2018

### ألبومات التجميع
| السنة | تفاصيل الألبوم | المبيعات                                        |
| ----- | --- | ----------------------------------------------- |
| 2002  | Music from and Inspired by the Motion Picture 8 Mile - أغاني لمختلف الفانانين - تاريخ الإصدار: 29 أكتوبر 2002 - إنتاج: Interscope, Shady, UMG soundtracks (493508) - الشكل: سي دي، كاسيت، تحميل الموسيقى، إل بي ألبوم | - العالم: 9,000,000                             |
| 2005  | (بالإنجليزية: Curtain Call: The Hits) - ألبوم أفضل الأعمال - تاريخ الإصدار : 6 ديسمبر 2005 - إنتاج : Aftermath, Interscope, Shady (5881) - الشكل : سي دي، تحميل الموسيقى، إل بي ألبوم                                 | - الولايات المتحدة:2,900,000 - العالم:5,000,000 |
| 2006  | إمينم بريزنتز: ذا ري-أب (بالإنجليزية: Eminem Presents: The Re-Up) - أغاني لمختلف الفانانين - تاريخ الإصدار: 4 ديسمبر 2006 - إنتاج: Interscope, Shady (8502) - الشكل : سي دي، تحميل الموسيقى، إل بي ألبوم              | الولايات المتحدة : 1,051,000                    |

## الأغاني المنفردة

### 1900s
- 1998
  - "Just Don't Give a Fuck"
- 1999
  - "My Name Is"
  - "Guilty Conscience" (مع د. دري)

### 2000s
- 2000
  - "Bitch Please II"
  - «(سليم شايدي الحقيقي) The Real Slim Shady»
  - "The Way I Am"
  - "Stan" (مع دايدو)
- 2002
  - "Without Me"
  - "Cleanin' Out My Closet"
  - «( اخسر نفسك ) Lose Yourself»
- 2003
  - "Superman" (مع دينا راي)
  - «(غني للدقائق ) Sing for the Moment»
  - "Business"
- 2004
  - «(فقط اخسره )Just Lose It»
  - "Encore" (مع د. دري و50 سنت)
- 2005
  - "Like Toy Soldiers"
  - "Mockingbird"
  - "Ass Like That"
  - «(عندما ارحل ) When I'm Gone»
- 2006
  - "Shake That" (مع نيت دوج)
  - «(أنت لا تعلم) You Don't Know» (مع 50 سنت، لويد بانكس وكاشيس)
- 2009
  - "3 a.m."
  - "Old Time's Sake" (مع د. دري)
  - «( جميل ) Beautiful»
  - "Hell Breaks Loose" (مع د. دري)
  - "Elevator"

### 2010s
- 2010
  - "Not Afraid"
  - «لوف ذا واي يو لاي» (مع ريانا)
  - «لا حب» (مع ليل واين)